# バーデン福音主義州教会

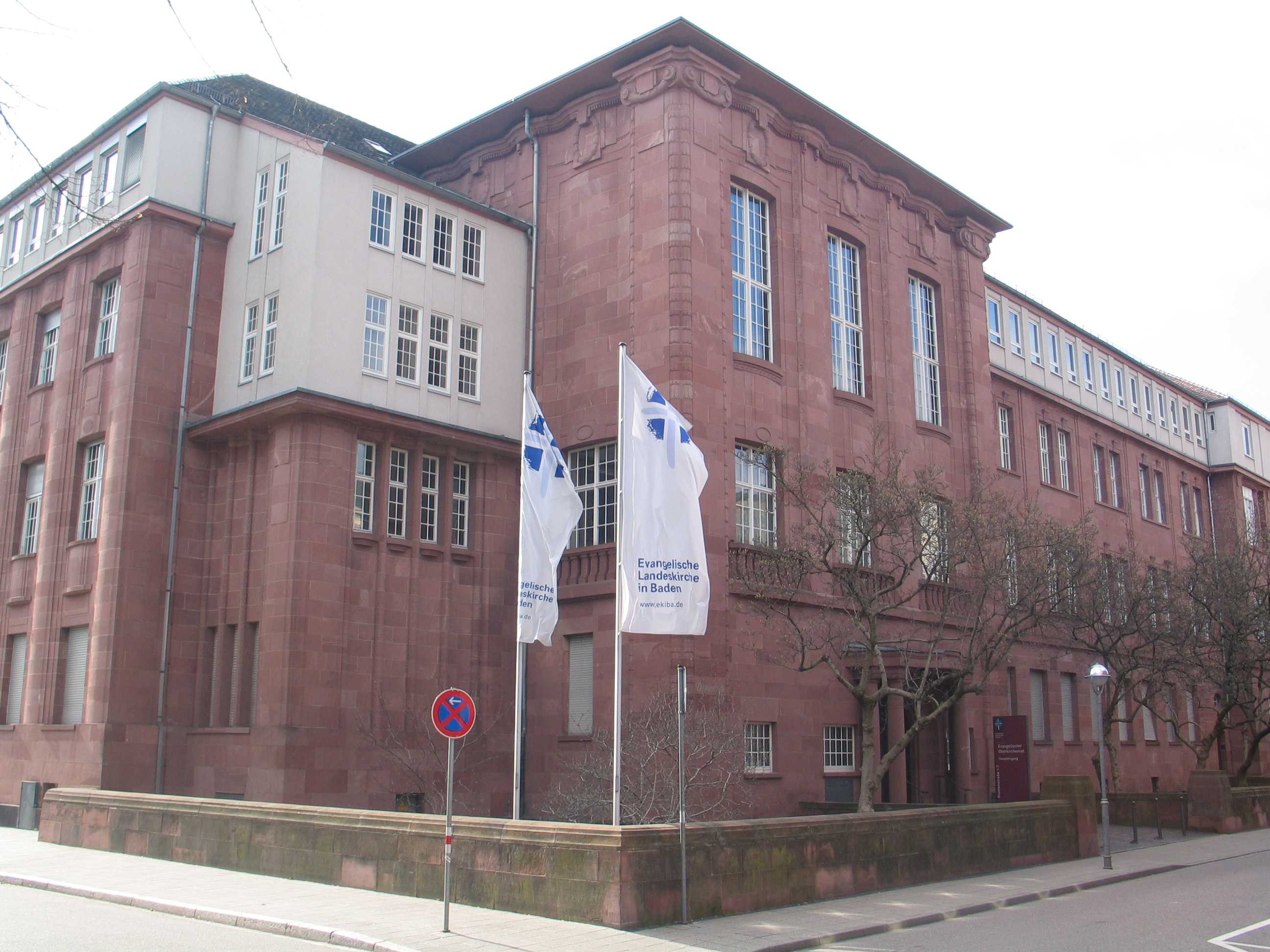
カールスルーエにある州教会
本部棟

バーデン福音主義州教会（バーデンふくいんしゅぎしゅうきょうかい、ドイツ語: Evangelische Landeskirche in Baden）は、ドイツ福音主義教会 (EKD)加盟する20の福音主義州教会の一つ であり、ライン地域教会会議にも加盟している. 他の全ての州教会と同様に公法人上の社団である。
州教会の本部はカールスルーエにある。
特に、この教会はフランケン地方南部にあるヴュルテンベルク地域の住民であるフランケン人（南フランケン人）もあわせて、バーデン地方のアレマン系の住民などに信仰者が多い。

## 概要
この州教会は495の教会共同体、および1.189.942人の教会員を有し( 2015年12月現在)、ドイツ福音主義教会(EKD)に属する福音主義合同教会に加盟している合同教会の一つである。
バーデン福音主義州教会の首座教会はカールスルーエにあるカールスルーエ・シュタット教会である。 他の重要な教会はハイデルベルクにあるハイデルベルク聖霊教会とプフォルツハイム にあるプフォルツハイム聖ミヒャエル教会である。この州教会神学研修施設としてバート・ヘレンアルプ福音主義アカデミーを開設した。さらにこの州教会の援助によってフライブルク福音主義単科大学(EFH Freiburg)も設立された。
バーデン福音主義州教会はバーデン福音ルター派教会とは別組織である。バーデン福音ルター派教会はフライブルク・イム・ブライスガウに本部を置く古ルター派教会であり、自由教会でもある。

## 州教会の管轄地域
バーデン福音主義州教会の管轄地域はかつてのバーデン大公国の西部地域を含んでおり、1945年から1952年までバーデン州であったところである。バーデン州 はヴュルテンベルク＝バーデン州 並びにプロイセン王国の飛び地であったヴュルテンベルク＝ホーエンツォレルン州と1952年4月25日合併してバーデン＝ヴュルテンベルク州になっている。バーデン福音主義州教会の管轄地域はバーデン＝ヴュルテンベルク州のライン川に隣接する西側である。
この州教会は設立後、隣接するヴュルテンベルク福音主義州教会と若干の境界変更をおこなっている。1973年1月1日の教会管区再編以降、教会管轄地域においてカールスルーエ教会管区とフライブルク教会管区が合同することはなくなった。

## 歴史
1556年にバーデン＝ドゥルラハ辺境伯は自分の辺境伯領にマルティン・ルターの考えによる 宗教改革を導入した。後世、 バーデン＝ドゥルラハ辺境伯 領はバーデン大公国になり、大公は領邦教会の首長(summus episcopus)として世俗と教会権力を統合した。そのため、宗教改革導入以前に力を持っていたローマ・カトリック教会の司教は全ての権限を失った。
隣接していたバーデン＝バーデン辺境伯領が同様に宗教改革を導入されたが、辺境伯領でアルブレヒト5世が力を持つと、1571年以降は福音主義の礼拝が禁止されてしまった。1610年には再度、福音主義の説教が一部許容されたが、バーデン＝バーデン辺境伯ヴィルヘルムは対抗宗教改革の担い手のイエズス会を保護し続けた。その結果、福音主義信徒は居住することが禁止され、1650年にバーデン＝バーデン辺境伯領から姿を消した。福音主義信徒がバーデン＝バーデンで住めるようになったのは1832年であった。
1771年にバーデン＝ドゥルラハ辺境伯カール・フリードリヒによってバーデン＝ドゥルラハ辺境伯領とバーデン＝バーデン辺境伯領は統合された後、バーデン大公国に発展していた。
バーデン福音州教会の管轄地域はバーデン大公国の領域が基になっている。
カール・フリードリヒ (バーデン大公) はナポレオン戦争最中の1803年に選帝侯となり、1806年に神聖ローマ帝国が解体するとバーデン大公国 大公となった。このバーデン大公国は1918年まで存続した。大公国の新領土にはヴュルテンベルク王国に近接する地域もあったため、数多くのルター派共同体も加わった。さらに、改革派教会の強いプファルツ選帝侯領の地域とローマ・カトリック教会の強い南バーデンも加わった。1806年以降、カール・フリードリヒ (バーデン大公) はルター派教会(バーデン大公国)と改革派教会(プファルツ選帝侯領に属していた地域)の首長になった。
1817年以降、教会共同体レベルから両教会の統合することが提起された。この請願は顧慮され、1821年ルター派と改革派の両領邦教会の合同がおこなわれ、バーデン大公国合同福音主義プロテスタント教会が設立された。 1817年に プロイセン福音主義教会も設立されている。プロイセン王国において二つの教派ルター派と改革派は教会行政組織において合同されたに過ぎず、地域の教会共同体は従来の教派の伝統を維持したため、信仰告白を統一した教会共同体は僅かに過ぎなかった。したがってプロイセンではルター派の教会共同体はルター派の信仰告白のみを守り、改革派の教会共同体も改革派の信仰告白のみを保持し続けた。他方、バーデンでは、教会行政上だけでなく、信仰面においても合同が図られ、統一された信仰告白を導入した。
バーデン合同領邦教会は管区長を領邦教会の霊的指導者として受け入れ、福音主義高等参事会主事を世俗面の指導者に置いた。1861年9月5日に教憲が制定された。その後福音主義高等参事会主事の呼称が福音主義高等参事会議長に変更された。
第1次世界大戦終結時にバーデン大公は退位し、教会首長(summus episcopus)としての領邦教会統治も終わった。1919年12月24日、州教会は新教憲(発効は1920年4月4日以降)を議決し、管区長と福音主義高等参事会議長が教会を指導することになった。教会名称はバーデン合同福音主義プロテスタント州教会に変更された。1933年6月1日に新教憲が制定されたことによって、議長と管区長の職は廃止され、 この二つの職は今日州教会監督職に引き継がれている。
1945年再び管区長職が導入された。しかしながら、1933年まで存続していた管区長職には戻らなかった。1945年以降、管区長職は単に助言をするだけであり、指導的職務を持つ訳ではなかった。

## 信仰告白Bekenntnis
バーデン州教会は基本規則前文にある第2項において自らを福音主義教会と見なしている。福音主義教会とは聖書 において証言されている神の言葉を唯一の源泉とし(聖書のみ)、信仰と教えと生活に関する最高の基準と見なすのであり、全ての救いは恵みとイエス・キリストへの信仰において受け取られると告白するのである(sola gratia, sola fide)。
バーデン州教会は3つの古代教会の信仰告白使徒信条、ニカイア信条、 アタナシオス信条によって信仰を証しする (第3項)。
バーデン州教会は宗教改革の教会としての共通する基本信仰告白としてアウクスブルク信仰告白をとりわけ重要な文書であると認めている(第4項)。合同教会として改革派のハイデルベルク信仰問答 とルターの小教理問答も信仰告白として認めているが、教会合同に関する合意文書でバーデン教会が認めた洗礼と聖餐理解とは異なるそれ以前の教派的伝統的聖餐理解を基本規則から除いている。この信仰告白理解は1821年の教会合同に関する合意文書と1855年に規定された注釈を関係づけた上での見解である。
全体主義権力による干渉と誤った教えに対して福音の証言である聖書にかなったものとして バルメン宣言をバーデン福音州教会は肯定している(第5項)。

## 州教会指導部
バーデン福音州教会のトップには州教会監督が置かれる（1933年までは菅区長と高等参事会議長）。州教会監督は州教会総会で選出される。州教会監督の在任期間は原則的には終身である。しかし、通常州教会監督は65歳を迎えると引退することになっている。その結果新監督が選出されることになる。

### 州教会の霊的指導者(1933年まで菅区長、それ以降は州教会監督)
- 1819–1826: ヨハン・ペーター・ヘーベル
- 1826–1828: ヨハネス・ベール
- 1829–1853: ルートヴィヒ・ヒュフェル
- 1853–1861: カール・クリスティアン・ウルマン
- 1861–1877: カール・ユリウス・ホルツマン
- 1877–1895: カール・ヴィルヘルム・ドル
- 1895–1900: フリードリヒ・ヴィルヘルム・シュミット
- 1900–1903: アルベルト・ヘルビング
- 1904–1909: フリードリヒ・カール・エーラー
- 1909–1924: カール・シュミットヘンナー
- 1924–1945: ユリウス・キューレヴァイン
- 1945–1964: ユリウス・ベンダー
- 1964–1980: ハンス・ハイトラント
- 1980–1998: クラウス・エンゲルハルト
- 1998-2014: ウルリヒ・フィッシャー
- 2014-2022: ヨッヘン・コルネリウス＝ブントシュー
- 2022-      ハイケ・スプリングハルト

## 州教会総会
州教会は議会として州教会総会を開催する。その議員はSynodaleと呼ばれ、29の選挙区から選出されるが、ヴュルテンベルク福音州教会のように教会共同体の教会員から直接選ばれるわけではない。州教会総会は年に2度バート・ヘレンアルプにある福音主義アカデミーを会場にして開催される。総会の課題は政治の議会と同様であり、財政、人事等である。
州教会総会の議長が総会の議事を司る。現在の議長は弁護士であるマルギット・フレッケンシュテインである(1996年以降)。

## 賛美歌集
- Christliches Gesangbuch zur Beförderung der öffentlichen und häuslichen Andacht für die evangelisch-protestantische Kirche im Großherzogthum Baden, Karlsruhe, 1837; eingeführt mit Synodalrecess vom 26. Mai 1835
- Gesangbuch für die evangelisch-protestantische Kirche des Großherzogtums Baden bzw. mit dem späteren Titel „Gesangbuch für die evangelisch-protestantische Kirche in Baden“, Lahr, 1883; eingeführt auf Anordnung des Evang. Ober-Kirchenrats vom 24. Nov. 1882; später wurde ein Anhang beigefügt; nach 1945 wurde ein weiterer Anhang mit 56 Liedern beigefügt
- Evangelisches Kirchengesangbuch, Ausgabe für die Vereinigte Evangelisch-protestantische Landeskirche Badens; eingeführt durch Beschluss der Landessynode vom 27. April 1951 zum Reformationsfest 1951
- Evangelisches Gesangbuch, Ausgabe für die Evangelische Landeskirche in Baden und pour l'Eglise de la Confession d'Augsbourg d'Alsace et de Lorraine (ECAAL) und pour l'Eglise Reformée d'Alsace et de Lorraine (ERAL), Karlsruhe, 1995; eingeführt am 1. Advent 1995. Der regionale Liedteil wurde zusammen mit der Evangelischen Kirche der Pfalz überarbeitet.